# Dendrobium dimorphum
Dendrobium dimorphum är en orkidéart som beskrevs av Johannes Jacobus Smith. Dendrobium dimorphum ingår i släktet Dendrobium, och familjen orkidéer. Inga underarter finns listade i Catalogue of Life.